# Marcus Brown
Marcus James Brown (West Memphis, 3 aprile 1974) è un ex cestista e allenatore di pallacanestro statunitense, professionista in NBA e in Europa.

## Carriera
Era una guardia di 193 centimetri, dotata di un tiro micidiale. Brown è stato giocatore nella NBA con i Portland Trail Blazers e i Detroit Pistons, nonché in Europa con importanti squadre di Eurolega, quali il Limoges, la Benetton Treviso (stagione 2000-01), CSKA Mosca, Efes Pilsen Istanbul, Unicaja Málaga.
Con queste squadre tranne con la Benetton Treviso, ha vinto almeno un titolo nazionale. Con il Limoges ha anche vinto la Coppa Korać nel 1998-99.

## Statistiche

### College
| Anno      | Squadra           | PG  | PT | MP   | TC%  | 3P%  | TL%  | RP  | AP  | PRP | SP  | PP   |
| --------- | ----------------- | --- | -- | ---- | ---- | ---- | ---- | --- | --- | --- | --- | ---- |
| 1992-1993 | Murray St. Racers | 30  | 3  | 19,7 | 48,8 | 36,0 | 78,9 | 2,8 | 1,1 | 1,1 | 0,2 | 8,9  |
| 1993-1994 | Murray St. Racers | 29  | 28 | 25,8 | 50,3 | 30,6 | 83,9 | 3,8 | 2,7 | 2,0 | 0,3 | 18,1 |
| 1994-1995 | Murray St. Racers | 30  | 30 | 32,4 | 51,0 | 37,0 | 89,6 | 4,9 | 2,1 | 2,5 | 0,3 | 22,4 |
| 1995-1996 | Murray St. Racers | 29  | 29 | 37,2 | 47,4 | 42,3 | 84,1 | 4,8 | 4,1 | 2,2 | 0,3 | 26,4 |
| Carriera  | Carriera          | 118 | 90 | 28,7 | 49,3 | 37,2 | 84,9 | 4,1 | 2,5 | 2,0 | 0,3 | 18,9 |

### NBA

#### Regular Season
| Anno      | Squadra             | PG | PT | MP  | TC%  | 3P%  | TL%  | RP  | AP  | PRP | SP  | PP  |
| --------- | ------------------- | -- | -- | --- | ---- | ---- | ---- | --- | --- | --- | --- | --- |
| 1996-1997 | Portland T. Blazers | 21 | 0  | 8,8 | 40,0 | 40,6 | 68,4 | 0,7 | 1,0 | 0,4 | 0,1 | 3,9 |
| 1999-2000 | Detroit Pistons     | 6  | 0  | 7,5 | 28,6 | 0,0  | 100  | 1,2 | 0,5 | 0,0 | 0,0 | 1,7 |
| Carriera  | Carriera            | 27 | 0  | 8,5 | 38,1 | 33,3 | 71,4 | 0,8 | 0,9 | 0,3 | 0,1 | 3,4 |

### Eurolega
| Anno      | Squadra          | PG  | PT  | MP   | TC%  | 3P%  | TL%  | RP  | AP  | PRP | SP  | PP   |
| --------- | ---------------- | --- | --- | ---- | ---- | ---- | ---- | --- | --- | --- | --- | ---- |
| 2000-2001 | Pall. Treviso    | 10  | 8   | 35,3 | 49,6 | 42,4 | 87,5 | 3,1 | 2,8 | 2,0 | 0,0 | 20,3 |
| 2001-2002 | Anadolu Efes     | 19  | 17  | 34,9 | 45,3 | 42,3 | 88,0 | 2,9 | 3,4 | 1,8 | 0,1 | 17,5 |
| 2002-2003 | Anadolu Efes     | 19  | 17  | 35,4 | 51,3 | 44,2 | 84,3 | 2,6 | 2,6 | 1,3 | 0,1 | 19,6 |
| 2003-2004 | CSKA Mosca       | 21  | 21  | 34,3 | 51,0 | 38,2 | 88,0 | 2,3 | 4,2 | 1,4 | 0,1 | 18,7 |
| 2004-2005 | CSKA Mosca       | 24  | 24  | 32,4 | 42,8 | 33,0 | 80,4 | 2,9 | 3,1 | 1,2 | 0,0 | 16,0 |
| 2005-2006 | Málaga           | 20  | 20  | 31,9 | 43,4 | 36,8 | 84,5 | 2,7 | 2,4 | 0,6 | 0,2 | 15,3 |
| 2006-2007 | Málaga           | 8   | 2   | 19,2 | 35,4 | 35,0 | 93,8 | 1,5 | 1,2 | 0,5 | 0,0 | 7,0  |
| 2007-2008 | Žalgiris Kaunas  | 20  | 20  | 29,9 | 47,4 | 41,8 | 90,6 | 2,4 | 1,4 | 0,6 | 0,2 | 14,4 |
| 2008-2009 | Maccabi Tel Aviv | 16  | 15  | 29,7 | 47,8 | 41,7 | 78,2 | 2,3 | 2,2 | 0,6 | 0,0 | 12,2 |
| 2009-2010 | Žalgiris Kaunas  | 16  | 16  | 25,4 | 39,3 | 39,7 | 93,6 | 2,0 | 1,7 | 0,5 | 0,1 | 11,6 |
| 2010-2011 | Žalgiris Kaunas  | 6   | 3   | 16,3 | 23,5 | 30,8 | 100  | 1,2 | 0,8 | 0,2 | 0,2 | 3,7  |
| Carriera  | Carriera         | 179 | 163 | 31,0 | 45,9 | 39,5 | 85,7 | 2,5 | 2,6 | 1,0 | 0,1 | 15,3 |

## Palmarès

### Squadra
- Campionato francese: 2

Pau-Orthez: 1997-98
CSP Limoges: 1999-2000
- Campionato turco: 2

Efes Pilsen: 2001-02, 2002-03
- Campionato russo: 2

CSKA Mosca: 2003-2004, 2004-05
- Campionato spagnolo: 1

Málaga: 2005-06
- Campionato lituano: 1

Žalgiris Kaunas: 2007-08, 2010-11
- Campionato israeliano: 1

Maccabi Tel Aviv: 2008-09
- Coppa di Francia: 1

CSP Limoges: 2000
- Coppa di Turchia: 1

Efes Pilsen: 2001-02
- Coppa di Russia: 1

CSKA Mosca: 2004-05
- Coppa di Lituania: 2

Žalgiris Kaunas: 2008, 2011
- Coppa Korać: 1

CSP Limoges: 1999-2000
- Lega Baltica: 3

Žalgiris Kaunas: 2007-08, 2009-10, 2010-11

### Individuale
- LNB Pro A MVP straniero: 1

CSP Limoges: 1999-2000
- All-Euroleague First Team: 1

CSKA Mosca: 2003-04
- All-Euroleague Second Team: 2

Efes Pilsen: 2002-03
CSKA Mosca: 2004-05
- Lietuvos krepšinio lyga MVP finali: 1

Žalgiris Kaunas: 2007-08